# Thokozile Masipa
Thokozile Mazipa (Soweto, 16 de octubre de 1947), es una de las dos primeras jueces negras en la Sudáfrica posterior al apartheid.

## Biografía
Mazipa nació en Soweto en 1947, un año antes de que se aprobaran en Sudáfrica las leyes que establecían el apartheid, la segregación racial de los negros que constituían la mayoría del país. De pequeña sufrió las privaciones propias de los negros de su tiempo —vivía en una casa de dos habitaciones con sus padres y hermanos—, que continuaron cuando se casó —vivió en un hogar de una sola habitación, que, según su propio testimonio servía de dormitorio, salón, baño... todo—.
Se esforzó en conseguir una buena educación, formando parte de la "pequeña minoría tozuda y talentosa que logró superar los obstáculos que le puso el Estado", como ha relatado el periodista John Carlin. Tras terminar sus estudios se hizo periodista y trabajó para varios periódicos, entre ellos el principal diario negro de entonces, The Sowetan. La cobertura de diversos juicios le descubrió su verdadera vocación: la ley. Así que estudió Derecho y se convirtió en abogado. En 1998, cuatro años después del final del apartheid, fue nombrada juez, la segunda mujer negra en acceder a ese cargo en la historia de Sudáfrica. Y a partir de entonces se ganó la reputación de ser una juez seria, imparcial y extremadamente meticulosa en su trabajo.
Había presidido varios juicios de gran impacto mediático. Los dos primeros contra acusados negros. Uno contra el consejero delegado de una empresa que exigía una enorme indemnización tras ser despedido, y que la juez desestimó; y otro, contra un violador en serie que la juez condenó a 256 años de prisión. Pero el que le catapultó a la fama[ internacional fue el juicio contra el atleta sudafricano Oscar Pistorius, amputado de ambas piernas, acusado de haber asesinado a su novia, la modelo Reeva Steenkamp, en la noche de San Valentín de 2013. Tras la celebración del juicio, el 12 de septiembre de 2014 declaró a Pistorius culpable de homicidio involuntario, absolviéndolo de la acusación de asesinato. Unas semanas después lo condenó a cinco años de prisión. Sin embargo, en diciembre de ese año, el Tribunal Supremo revisó el caso y elevó el delito cometido al rango de asesinato, lo que implicaba una pena de al menos 15 años de prisión, condena que finalmente ha resultado rebajada a la mitad, pues el 6 de julio de 2016, Thokozile Masipa decidió no aplicar el rango de años contemplado para este tipo de delito y dictó una pena de 6 años de cárcel. Esta sentencia provocó una gran polémica en Sudáfrica.